# 조세현
조세현(曺世鉉, 1958년 11월 22일 ~ )은 대한민국의 사진작가이다.
여성 잡지와 신문 등에 표지, 인터뷰, 다큐멘터리 사진 등을 발표하였으며, 주로 유명인과 연예인을 촬영하는 인물 사진 작가로 알려져 있다. 2015년부터는 중앙대학교 공연영상학부에서 석좌교수를 역임하고 있다. 최근에는 런던 패럴림픽 조직위원회(IPC)와 소치 패럴림픽에 공식 사진작가(Official Photographer)로 참여하였고, 2018년 한국 평창 동계올림픽 홍보대사로 위촉되었다.

## 생애

### 젊은 시절
1958년 경상북도 고령군에서 태어났다. 유년 시절은 대구직할시에서 보냈으며, 고등학생 때 서울로 이사해 중동고등학교로 전학하였다. 학교 사진반 동아리 가입을 계기로 사진활동을 시작한 조세현은 1975년 서울시 교육청 주최 사진대회에서 선배 2명의 부탁으로 대신 출품해준 사진작품들이 대상과 은상을 수상하였다.
1977년 중앙대학교 사진학과에 입학해 사진을 본격적으로 전공하였다. 장학생으로 대학에 입학한 후, 1977년 4월 대학신문인 중대신문사 기자, 1979년 학보지 중앙문예 편집인, 사진학과 학생회장, 그룹 사진전(나남 사진전) 개최 등에 나섰다.

### 사진작가 활동
중앙대학교를 졸업한 후, 여성잡지 주부생활사 사진부장 자리에 올랐다. 1992년부터는 프리랜서로 독립해 '아이콘 스튜디오'를 설립하고, 다수의 패션잡지와 신문 등에 표지, 인터뷰, 패션, 광고, 다큐멘터리 사진과 에세이 등을 발표하였다. 이 과정에서 주로 유명인과 연예인을 촬영하는 인물 사진 작가로 알려지게 되었다.
1990년 초반에는 배우 고소영과 이정재, 송승헌, 소지섭 등을 표지와 패션 광고를 맡았고, 1990년 중반에는 배우 전지현을 한강변에서 캐스팅해  표지 모델로 데뷔시킨 일화도 남겼다. 이후로도 계속해서 배우 김민희, 임수정, 김소연 등을 표지모델로 발탁시켜 연예계에 데뷔시켰는데, 당시 방송과 연예계에「마이다스의 눈」으로 통하기도 했다.
광고계에서도 많은 활동을 남겼는데, 그 중 1998년 참이슬 런칭광고 당시 모델로 선정된 이영애는 조세현작가가 촬영하지 않으면 모델 계약을 하지 않겠다고 한 일화도 있다. 성공한 런칭 광고로는 진로의 참이슬을 비롯해 LG 자이 아파트, 삼성 애니콜, KT 드라마, 김연아 맥심커피, LG 트롬세탁기, 교보생명, 초록매실, 후화장품, 랑콤화장품 등이 있다. 1999년 1월 4일부터 7일까지는 배우 이영애와 함께 북한 금강산에서 패션잡지 보그를 위한 한복사진 촬영작업을 진행하였으며, 2016년에는 러시아 상트페테르부르크의 에르미타주 미술관에서 김흥수 화가에 이어 한국인으로는 두 번째로 초대되어 개인전 「Sound oh Wind - Hanbok」을 개최하였다. 2011년 백두산 천지에서 배우 손예진과 한복 사진촬영, 그리고 2016년 국민모금으로 제작된 위안부 주제 영화 '귀향'의 포스터 사진작업도 진행한 바 있다.
이밖에 1991년부터는 모교인 중앙대학교와 경일대학교에서 패션사진을, 한국종합예술학교 대학원과 상명대학교에서 인물사진을 지도하였고, 2015년부터 중앙대학교 공연영상학부에서 석좌교수, 2021년부터 중앙대 예술대학원에서 초빙교수를 역임하고 있다.

### 개인 사회활동
2000년부터 노숙인, 입양아, 미혼모, 장애인, 이주민, 소수민족, 국제난민, 탈북청소년 등을 위한 재능기부활동을 전개하고 있으며, 2012년 비영리단체인 사단법인 「조세현의희망프레임」을 설립하여 소외계층을 위한 문화예술교육 사업을 시행하고 있다. 2003년부터는 유명 스타들이 입양을 기다리는 고아들을 안고있는 모습을 담은 사진전 「천사들의 편지」와 2006년부터 장애인 선수들의 모습을 담은 「스포츠는 나의 꿈」, 같은 해에 월드비전과 함께 아프리카 지역을 중심으로 기아아동과 에이즈(AIDS)가족을 지원하기 위한 사진전 등의 재능기부 개인전을 연속 개최하고 있다. 2012년부터는 시각장애 청소년, 발달장애 청소년, 중증장애 청소년, 보육원 청소년, 다문화가정 청소년 등을 대상으로 방과 후 사진교육을 가르치는 「조세현의 그린프레임」을 운영하고 있고, 2017년부터 광화문 광장에 홈리스 출신 관광홍보 사진작가가 운영하는 이동식 사진관인 「희망사진관」(Himang Photo Studio)을 설립하였다. 이와 같은 봉사활동의 결과로, 2011년에는 10년이상 소외계층을 위한 봉사의 공로를 인정받아 대통령 표창을 받았고, 2017년에는 환경재단이 수여하는 「세상을 빛낸 사람들」에 선정되었다.

한편 2012년 런던 패럴림픽과 2018년 평창 동계올림픽에 공식 사진작가 (Official Photographer)로 참여하였으며, 2015년에는 평창동계올림픽, 패럴림픽대회 홍보대사로 위촉되었다. 2012년 국가인권위원회 자문위원으로 임명되어 아동인권과 다문화 가족, 난민, 이주 노동자의 인권을 위하여 활동하였다. 2015년 한일수교 50주년에는 한일문화 교류에 대한 공로를 인정받아 일본정부로부터 표창을 받았고, 2016년 UN난민대표부(UNHCR)로부터 국제 난민구호 활동과 난민에 대한 인식개선 활동으로 공로상을 받았다. 2018년 7월에는 일본 아모모리현 정부로부터 글로벌 홍보대사 1호로 임명되었다.

## 수상
- 2017 세상을 밝게 만든 사람들 수상[40][41][42]
- 2014 아산상 사회봉사(재능나눔)상[43]
- 2014 UNHCR 유엔난민기구 공로상
- 2014 한국사회복지협의회 아름다운 멘토[44]
- 2011 대통령 표창[45][46]
- 2011 보건복지부장관 표창
- 2011 문화체육관광부장관 표창
- 2009 이해선 사진문화상[47]
- 1992 올해의 패션사진가상

## 사진전

### 개인전
- 사진전 '얼굴' ｜ 치악 예술관 2020[48]
- 천사들의 편지 16 '안녕’ ｜ 인사 아트센터 2018[49]
- 평창패럴림픽 사진전 '다시보는 감동' ｜ 횡성문화회관 2018[50]
- 천사들의 편지 15 ‘하나된 열정’ ｜ 인사 아트센터 2017[51][52]
- 천사들의 편지 14 ‘촛불’ ｜ 인사 아트센터 2016[53]
- Rio Paralypic 사진전 ｜ UnderStand Avenue Gallery 2016
- The Family 10주년 사진전 ｜ Landmark 72. Hanoi. Vietnam 2016
- 30 Portraits '눈빛' 사진전 ｜ UnderStand  Avenue Gallery 2016[54]
- 천사들의 편지 13 ‘Together’ ｜ 인사 아트센터 2015
- UN난민 사진전 ｜ 서울시청 시민청 2015[55][56]
- 평창올림픽 홍보 사진전 ｜ 광화문 광장 2015[57]
- Sochi Paralypic 사진전‘My Dream, Sports' ｜ 인천 아시안패럴림픽대회 2014
- Sochi Paralypic 사진전 ｜ 신라호텔 영빈관 2014
- 천사들의 편지 12 ‘Heart Beat’ ｜ 인사 아트센터 2014
- Walk in Aomori ㅣ 靑森 縣立美術館. Japan 2014
- Walk in Aomori ㅣ 인사 아트센터 2014[58]
- Ferragamo 사진전 ｜ 비욘드 뮤지엄 2014
- 천사들의 편지 11 ‘순수’ ｜ 인사 아트센터 2013[59]
- 천사들의 편지 10 ‘희망십년’ ｜ 인사 아트센터 2012
- London Paralypic 사진전 ｜ 삼성 D’light 전시장 2012[60][61][62][63][64]
- The family ｜ 롯데 갤러리 2012[65]
- Dream of Aomori ｜ 靑森 縣立美術館. Japan 2012
- 천사들의 편지 9 ‘눈빛’ ｜ 인사 아트센터 2011
- 소수민족 ‘일상의 초상’ ｜ Gallery LVS 2011[66][67]
- 천사들의 편지 8 ‘행복’ ｜ 인사 아트센터 2010[68]
- Beautiful Eyes ｜ 인터알리아 갤러리 2010
- 대한민국 ‘섬’ 사진전 ｜ SBS본사 2010
- 모녀, 사진전 ｜ 부띠크모나코 미술관 2010
- My Dream, Sports ｜ 밴쿠버패럴림픽 한국관 2010
- 천사들의 편지 7 ‘포옹’ ｜ 인사 아트센터 2009
- 시안의 肖像 ｜ 상상마당 2009[69]
- 천사들의 편지 6 ‘인연’ ｜ 인사 아트센터 2008
- My Dream, Sports -‘88Paralypic 20주년사진전 ｜ 로댕갤러리 2008
- 스포츠는 나의 꿈 2 (장애 체육인) ｜ 베이징패럴림픽 한국관 2008
- 천사들의 편지 5 ‘별’ ｜ 인사 아트센터 2007
- My Dream, Sports 2 (IPC 서울총회) ｜ 인터콘티넨탈 호텔 2007
- My Dream, Sports 1 (장애 체육인) ｜ 미네르바 갤러리 2007[70]
- 천사들의 편지 4 ‘꿈’ ｜ 인사 아트센터 2006
- 바람의 소리 ‘韓服’ ｜ Hermitage Museum. Russia 2006[71][72]
- 바람의 소리 ‘韓服’ ｜ 서울 시립미술관 2006
- 아프리카의 꿈 ｜ 에비뉴엘 롯데화랑 2006
- 우리 옷 ‘韓服’ 사진전 ｜ 서울 시립미술관 2006
- 천사들의 편지 3 ‘사랑’ ｜ 인사 아트센터 2005
- 빛과 그림자 (장애가족) ｜ 올림픽공원. 코엑스 2005
- 中國 少數民族 사진전 ｜ 駐韓 中國大使館 文化院 2004
- 천사들의 편지 2 ‘가족’ ｜ 서울 시청 광장 2004
- The Man 2 ｜ 하우스템보스 갤러리. Nagasaki 2004
- The Man ｜ 올림푸스 갤러리. Tokyo 2004
- 천사들의 편지 ｜ 금호 아트갤러리 2003[73]
- A Portrait ｜ 콘탁스살롱. Tokyo 2003
- Letter From Body 3 ｜ 리츠칼튼 호텔 2002
- Letter From Body 2 ｜ 남산타워 공원 2002
- Letter From Icon ｜ 현대 백화점 2001
- Fade In Icon ｜ 중앙금융 1999
- Letter From Body 1 ｜ 삼성 포토 갤러리 1996

### 그룹전
- G-Seoul 13 Artfair ｜ G Seoul International Art Fair, Seoul 2013
- A Positive View ｜ Christie’s Gallery, London, UK 2010
- Eye on Korea ｜ Hofburg Innsbruck. Austria 2006
- 한국 대표사진가전 ｜ 인사 아트센터 2004
- 미술 밖, 미술 사진전 ｜ 국립현대미술관 2004[74]
- 현대 패션 사진전 ｜ 대림미술관 2003
- 패션 아트전 ｜ 예술의 전당 1997
- 서울 사진대전 ｜ 서울 시립미술관 1997
- 사진은 사진이다 ｜ 삼성 포토 갤러리 1996
- 오늘의 정신 ｜ 인데코 화랑 1996
- 패션 사진전 ｜ 현대 백화점 1988
- 나남 사진전 ｜ 유네스코 회관 1979

## 저서
- 조세현의 사진의 모험[75] ｜ 김영사 2019 ISBN 9788934996132
- 30 Portraits [Eye Contact} | 2016
- A Walk in Aomori ｜ 아이콘 2015 ISBN 978-89-961431-4-7
- Photographer’s Says[76] ｜ 북새통 토트 2013 ISBN 978-89-94702-28-5
- Letter from Angels(2003 to 2012)  l 희망프레임 2012 ISBN 978-89-961431-3-0
- The Family ｜ 희망프레임 2012 ISBN 978-89-961431-1-6
- 아오모리의 꿈 ｜ 아이콘 2012 ISBN 978-89-961431-2-3
- 조세현의 얼굴[77] ｜ 앨리스 2009 ISBN 978-89-6196-046-5
- 바람의 소리[78] ｜ 아이콘 2008 ISBN 978-89-961431-0-9
- The Man[79][80] ｜ 문예춘추 2004 ISBN 4-16-366200-6

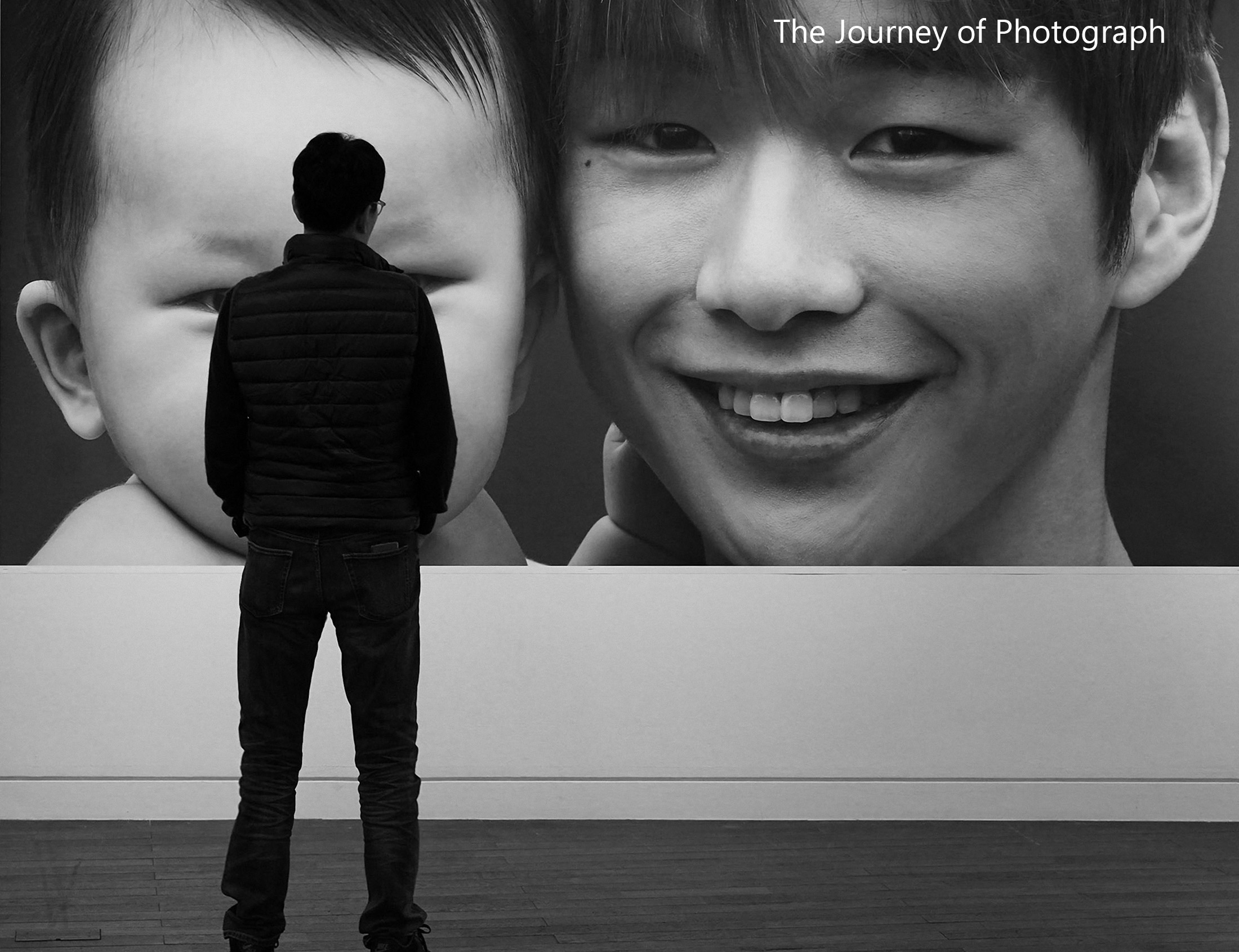
Kang Daniel Photo Gallery in Letter from Angels 2018

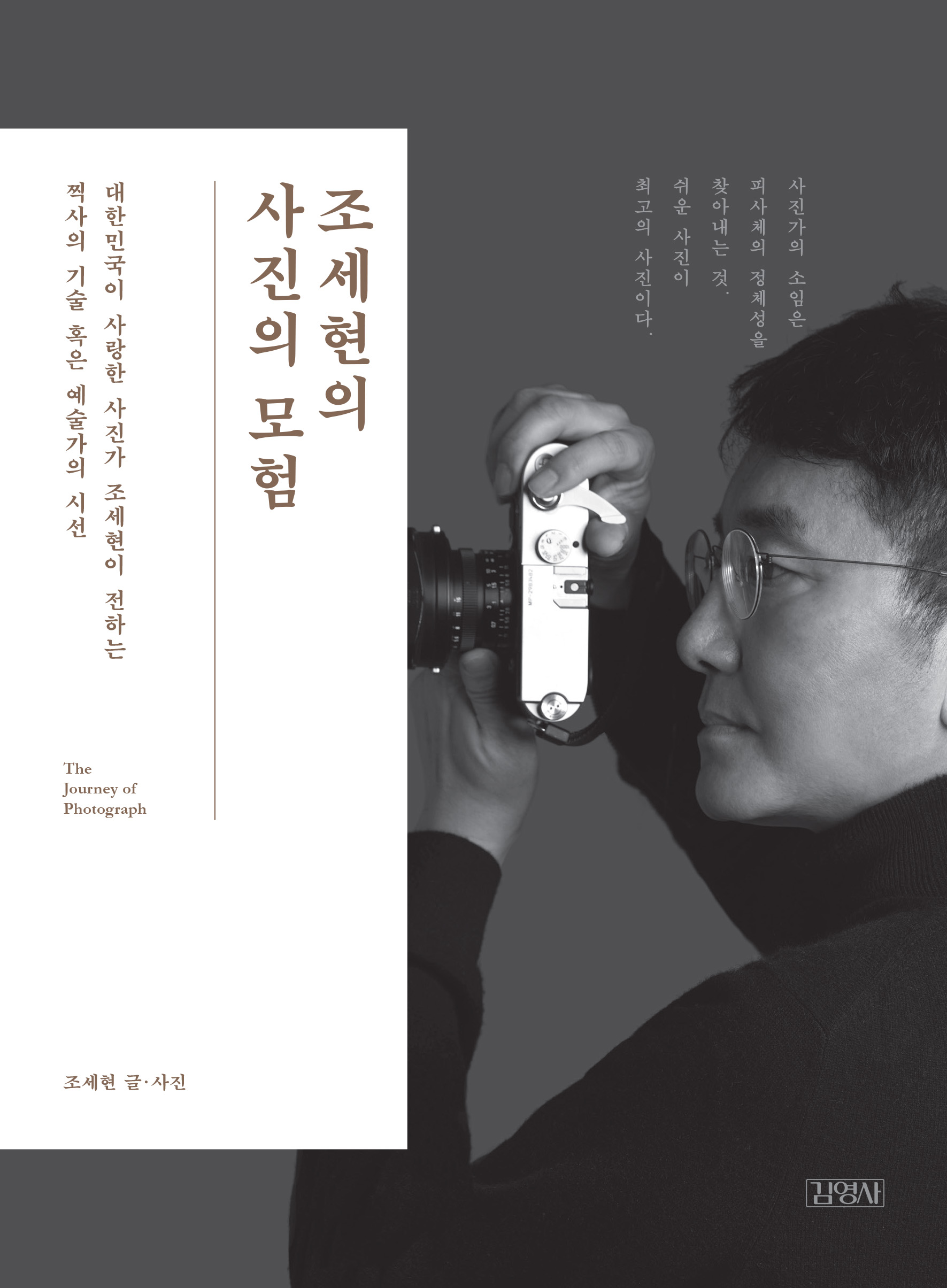
Cover of 조세현의 사진의 모험

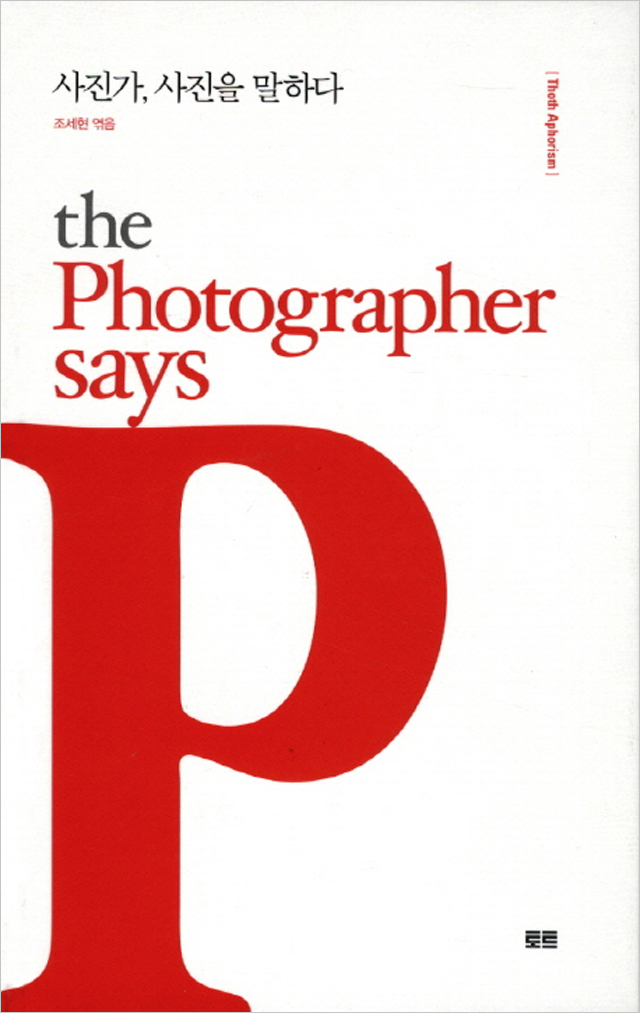
Cover of Photographer’s Says

- Santorini[81] ｜ 드림맥스 2003 ISBN 89-954395-0-5
- Letter From Icon ｜ 아이콘 2001 ISBN 4-16-366200-6
- 조세현 패션사진fp[82][83] ｜ 김영사 2000 ISBN 89-349-0503-4
- Fade In Icon ｜ 아이콘 1999 ISBN 4-16-366200-6